# روبن دي فوينتيس
روبن دي فوينتيس (بالإنجليزية: Ruben De Fuentes)‏ هو كاتب أغاني أمريكي، ولد في 15 مارس 1953.

## وصلات خارجية
- الموقع الرسمي